# Hofni e Fineias

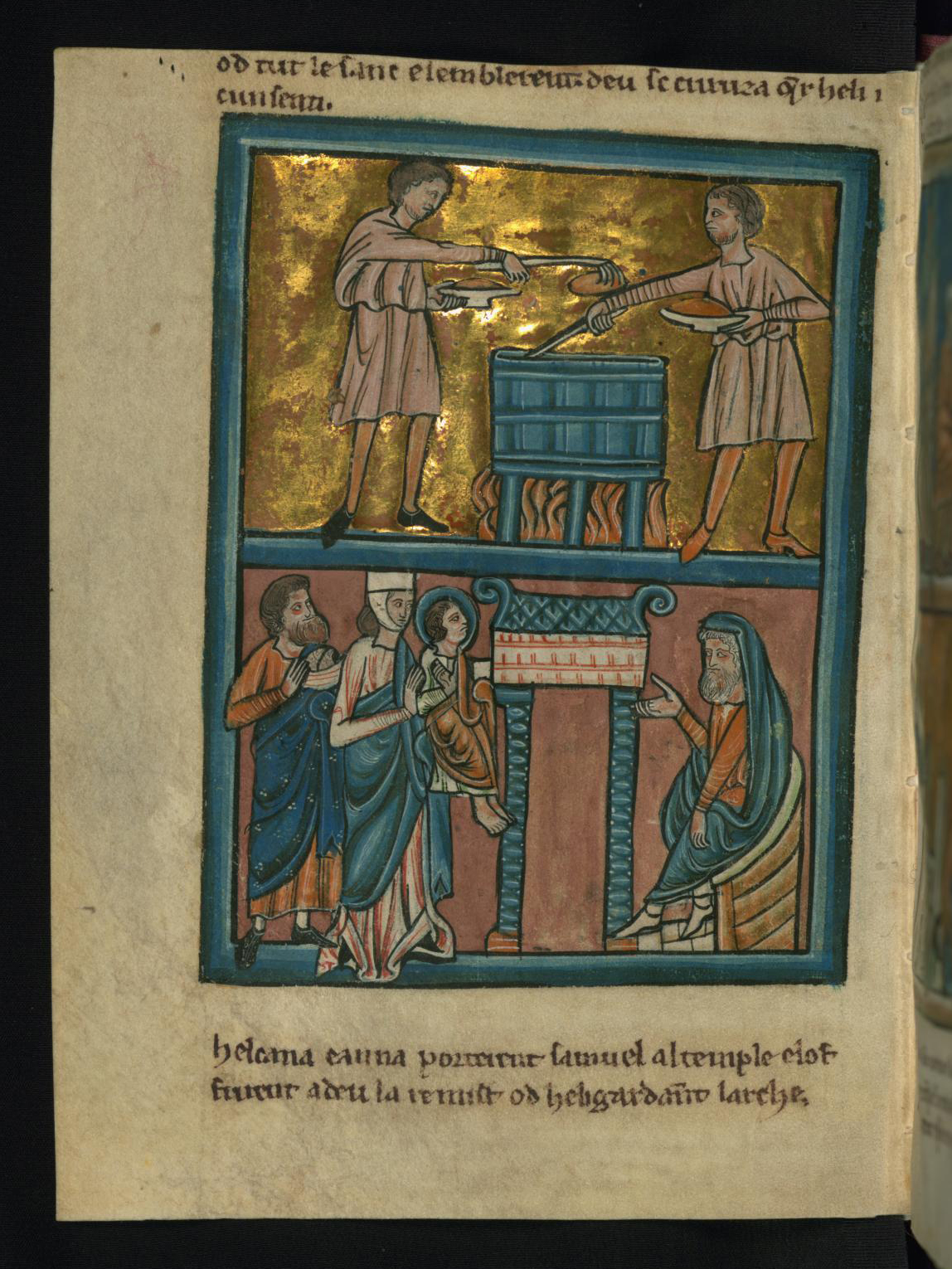
Representação dos filhos de Eli na parte de cima da imagem, por William de Brailes

Hofni (em hebraico:  חָפְנִי) e Fineias (em hebraico:  פִּינְחָס) foram os dois filhos de Eli. O primeiro livro de Samuel os descreve como os sacerdotes oficiantes no santuário de Siló na época de Ana. De acordo com Flávio Josefo, Fineias oficiou como sumo sacerdote porque Eli renunciou ao cargo de sumo sacerdote em Siló devido à sua idade avançada.
Na narrativa bíblica, Hofni e Fineias são criticados por se envolverem em comportamento ilícito, como se apropriar da melhor parte dos sacrifícios para si próprios e ter relações sexuais com as servas do santuário. Eles são descritos como "filhos de Belial" em 1 Samuel 2:12, "corruptos" na Nova Versão King James, ou "canalhas" na NIV. Seus delitos provocaram a ira de Deus e levaram a uma maldição divina sendo colocada sobre a casa de Eli e, subsequentemente, ambos morreram no mesmo dia, quando Israel foi derrotado pelos filisteus na Batalha de Afeque perto de Eben-Ezer; a notícia dessa derrota levou à morte de Eli (1 Samuel 4:17-18). Ao saber das mortes de Eli e Fineias, e da captura da arca, a esposa de Fineias deu à luz um filho que ela chamou de Icabode, e posteriormente ela mesma morreu (1 Samuel 4:19-22).
No Talmude, alguns comentaristas argumentam que Fineias era inocente dos crimes atribuídos a ele e que só Hofni os cometeu, embora Jonathan ben Uzziel declare que nenhum dos dois era perverso e que esta parte da narrativa bíblica, em que os crimes são imputados a eles, devem ser considerados como tendo um significado figurativo.
De acordo com outra parte dos Livros de Samuel, Icabode tinha um irmão, Aitube. O fato de ele ser referido como irmão de Icabode, em vez de outro filho de Fineias, é considerado pelos estudiosos da Bíblia como uma sugestão de que Icabode, mal mencionado na Bíblia, era na verdade uma figura importante.